# Diplurodes coremiaria
Diplurodes coremiaria es uns especie de polilla de la familia Geometridae. Fue descrita por primera vez por John Ernest Holloway en 1896 y se puede encontrar distribuida con endemismo en Sri Lanka.